# 納納庫利 (夏威夷州)
納納庫利（英語：Nānākuli）是位於美國夏威夷州檀香山縣的一個人口普查指定地區。

## 地理
納納庫利的座標為21°23′36″N 158°09′10″W / 21.39333°N 158.15278°W，而該地最高點為海拔高度3米（即10英尺）。

## 人口
根據2010年美國人口普查的數據，納納庫利的面積為17.00平方千米，當中陸地面積為7.30平方千米，而水域面積為9.70平方千米。當地共有人口12666人，而人口密度為每平方千米745.06人。